# نووودووره (استان پودلاسکی)
نووودووره (به لاتین: Nowodwory) یک روستا در لهستان است که در گمینا چیخانوویتس واقع شده‌است. نووودووره ۱۶۰ نفر جمعیت دارد.